# Nemobius piracicabae
Nemobius piracicabae är en insektsart som beskrevs av Piza Jr. Nemobius piracicabae ingår i släktet Nemobius och familjen syrsor. Inga underarter finns listade i Catalogue of Life.